# ルーシー・リー (チェコのポルノ女優)
ルーシー・リー（Lucy Lee、本名アデラ・ウリゴヴァ (Adela Urygova)、1984年4月10日 - ）は、チェコ共和国クルノフ生まれの、元ポルノ女優、アダルトモデル。

## 経歴
彼女は2002年から活動をはじめた。ピエール・ウッドマン監督に見出され、プライベート (Private) 社の作品多数に出演した。アメリカ合衆国にも進出し、2004年には、AVNアワードの複数の部門にノミネートされた。
彼女はレズビアン作品にもいくつか出演したが、アナル・セックスや異なる人種間のセックス・シーンを得意としており、3人のアフリカ系アメリカ人男優を相手に、コンドームなしでヴァギナとオーラルとアナルで同時の交接をするといった場面を演じた。
2007年以降は、もっぱらアダルトモデルとして、Femjoy などのサイトに登場している。一方でビデオ作品への出演は2010年代に急減し、ほとんどなくなった。

## 身体
計測時期は明示されていないが、身長は5' 8"（およそ173cm）、ないし、 5' 9"（およそ175cm）、体重58 kg、スリーサイズ34A-24-35/36とされており、髪色は黒、ないし、ブラウンとされている。